# Кустодіо Гарсія Ровіра
Хосе Кустодіо Каетано Гарсія Ровіра (ісп. José Custodio Cayetano García Rovira; 2 березня 1780 — 8 серпня 1816) — південноамериканський політик, член урядового Тріумвірату й четвертий президент Сполучених Провінцій Нової Гранади.

## Біографія
Народився 1780 року в Букараманзі. Вивчав філософію, цивільне право й теологію в коледжі Святого Варфоломія в Санта-Фе-де-Боготі. Також навчався в Університеті Святого Фоми Аквінського, де вивчав живопис і музику, а згодом отримав ступінь у царині витончених мистецтв. 29 квітня 1809 року здобув докторський ступінь у галузі права, після чого Королівська авдієнсія Боготи офіційно визнала його адвокатом. Пізніше він отримав посаду професора в альма-матер, де викладав алгебру, тригонометрію, філософію, метафізику й етику. Пристрасть до навчання зробила Кустодіо Гарсию Ровіру помітною постаттю в світських салонах Боготи, де він отримав прізвисько «El Estudia» («Студент»).
Після революційних подій літа 1810 року Ровіра брав участь у діяльності новоствореного уряду, а в серпні став адвокатом Апеляційного трибуналу Боготи. Після утворення в Тунсі Конгресу Сполучених Провінцій Нової Гранади він перебрався туди, отримавши звання лейтенанта армії Тунхи. 25 липня 1812 року за результатами загальних виборів здобув пост губернатора провінції Сокорро.
Після перемог над роялістами в жовтні 1814 року в Сполучених Провінціях Нової Гранади було створено орган виконавчої влади — Тріумвірат, до складу якого був обраний Кустодіо Гарсія Ровіра, однак у зв'язку з тим, що він так і не підтвердив своєї участі, 1815 року його замінив генерал Антоніо Вільявісенсіо.
В 1815—1816 роках іспанські війська почали відновлювати іспанську королівську владу в Новій Гранаді. 2 червня 1816 року президент Хосе Фернандес Мадрид, який тікав від іспанських військ, прибув до Попаяна, та заявив Постійному законодавчому комітету Конгресу, що там зібрався, про свою відставку. Комітет призначив президентом Кустодіо Гарсію Ровіру, до прибуття якого обов'язки президента мав виконувати віцепрезидент Ліборіо Мехія. Війська під командуванням Мехії зазнали поразки від іспанців, і до моменту, коли він передав Гарсії президентські повноваження, від республіканських військ уже майже нічого не лишилось. Невдовзі Гарсію та Мехію схопили іспанські військовики. 8 серпня 1816 року Кустодіо Гарсія Ровіра був страчений у Боготі, а його тіло було повішено для залякування жителів з табличкою «Гарсія Ровіра, студент, розстріляний за зраду» (ісп. García Rovira, el estudiante, fusilado por traidor).